# Erechthias ioloxa
Erechthias ioloxa är en fjärilsart som beskrevs av Edward Meyrick 1936. Erechthias ioloxa ingår i släktet Erechthias och familjen äkta malar. Inga underarter finns listade i Catalogue of Life.